# Vidovac
Vidovac (izvirno srbsko Видовац) je naselje v Srbiji, ki upravno spada pod Občino Knjaževac; slednja pa je del Zaječarskega upravnega okraja.

## Demografija
V naselju živi 45 polnoletnih prebivalcev, pri čemer je njihova povprečna starost 69,6 let (68,3 pri moških in 71,0 pri ženskah). Naselje ima 26 gospodinjstev, pri čemer je povprečno število članov na gospodinjstvo 1,73.
To naselje je popolnoma srbsko (glede na rezultate popisa iz leta 2002).
|  |

| Demografija | Demografija     | Demografija     |
| Leto        | Št. prebivalcev | Št. prebivalcev |
| ----------- | --------------- | --------------- |
|             |                 |                 |
|             |                 |                 |
|             |                 |                 |
|             |                 |                 |
| 1948        | 228             |                 |
| 1953        | 230             |                 |
| 1961        | 207             |                 |
| 1971        | 150             |                 |
| 1981        | 116             |                 |
| 1991        | 73              | 73              |
| 2002        | 45              | 45              |
|             |                 |                 |

| Etnična sestava po popisu iz leta 2002 | Etnična sestava po popisu iz leta 2002 | Etnična sestava po popisu iz leta 2002 | Etnična sestava po popisu iz leta 2002 | Etnična sestava po popisu iz leta 2002 |
| -------------------------------------- | -------------------------------------- | -------------------------------------- | -------------------------------------- | -------------------------------------- |
| Srbi                                   | Srbi                                   |                                        | 45                                     | 100,0%                                 |
| Neznano                                | Neznano                                |                                        | 0                                      | 0,0%                                   |